# Sveučilište
Sveučilište (lat. universitas studiorum), institucija koja provodi visoko obrazovanje. Temelji se na nedjeljivosti visokog obrazovanja i znanstvenog, odnosno umjetničkog rada. U modernim zemljama sveučilišta spremaju visokokvalificirane stručnjake, daju studentima specijalna teorijska i praktična znanja, uvede ih u metode znanstvenog rada te su jedina ovlaštena davati akademske nazive. Radi toga predstavljaju važan čimbenik u ekonomskom, kulturnom, društvenom, gospodarskom, znanstvenom i umjetničkom razvoju. Tradicionalno uživaju autonomiju, što je jamstvo istraživačke slobode i slobode misli.

## Povijest
Preteća sveučilišta su antičke škole koje su se bavile znanstvenim istraživanjima i imale dugogodišnju tradiciju u svojem obrazovnom radu (npr. Platonova akademija u Ateni, različite filozofske i pravne škole u Rimskom Carstvu). Iako su ustanove ove vrste bile i Sveučilište u Konstantinopolu osnovano 425. godine, te neke visoke škole u arapskom svijetu osnovane u 9. i 10. stoljeću, prvim sveučilištem u današnjem smislu riječi smatra se Sveučilište u Bologni osnovano 1088. godine. Razvitak društva u zapadnoj Europi onog doba, porast gradova, obrta i trgovine potiče nastanak mnogih sveučilišta u 12. i 13. st. kao što su: Sveučilište u Salermu gdje još od 9. stoljeća djeluje medicinska škola, Sveučilište u Parizu (1160.), Sveučilište u Oxfordu (1167.), Sveučilište u Montpellieru (1181.), Sveučilište u Cambridgeu (1209.), Sveučilište u Padovi (1222.), Sveučilište u Napulju (1224.), Sveučilište u Toulouseu (1229.), Sveučilište u Sieni, (1246.), Sveučilište u Salamanci (1247.), i Sveučilište u Sevilli (1254.).  Najveća sveučilišta imala su i po više tisuća studenata.
Te škole iz početka nose naziv studium generale, što znači da su pristupačne svim studentima i nastavnicima bez obzira iz koje zemlje dolaze. Ponekad se nazivu studium generale dodavao i atribut koji je označavao specifičnost škole (npr. studium generale in iure canonico). Nastavnici i studeni udruživali su se u organizacije po uzoru na cehove – universitas – relativno nezavisne o vlasti i crkvi, pa su tako nastale universitas scholarium (Bologna), universitas magistrorum (Pariz), a ponegdje su postojala zajednička društva universitas doctorum, magistrorum et scholarium. S vremenom, vjerojatno potkraj 14. st., termin universitas počeo se samostalno upotrebljavati, a prvotni naziv studium generale uglavnom je nestao.
Srednjovjekovni studium generale imao je 4 fakulteta (škole): medicinski, pravni, teološki i filozofski. Poučavalo se antičkih sedam slobodnih umijeća (lat. septem artes liberales) (gramatika, retorika, dijalektika, aritmetika, geometrija, muzika i astronomija). Kolegiji su se sastojali od čitanja, tumačenja i interpretiranja tekstova. Studij se završavao ispitima, na osnovi kojih su se dodjeljivali stupnjevi: baccalaureus, magister i doctor. Ispiti i akademski nazivi priznavali su se i izvan zemlje u kojoj su stečeni. Izbor nastavnika (profesor, magister, doctor) vršio se unutar svakog fakulteta tajnim glasovanjem, a kandidat je morao posjedovati licenciju koju je dodjeljivalo sveučilište. Na čelu sveučilišta stajao je rector, kojega su birali nastavnici i studenti, a na čelu fakulteta decanus.
Dozvolu za otvaranje sveučilišta daju pape papinskom bulom ili kraljevi i dodjeljuju im određene povlastice (bili su nezavisni od svjetovne jurisdikcije, imali svoje posebne sudove i sl., što je temelj današnje autonomije). Problem prostora za predavanje, stanova za studente i knjiga bio je trajan, pa je često pomoć imućnih privatnika (mecena) omogućavala uspješno odvijanje rada sveučilišta. Tako je prvi collège u Parizu osnovao jedan Englez 1180., a zgradu za siromašne studente teologije podignuo Robert de Sorbon 1253. godine (u 15. st. naziv Sorbonne proširio se na cijelo pariško sveučilište).
Kroz 14. i 15. stoljeće osnivaju se mnoga nova sveučilišta u katoličkoj (zapadnoj i srednjoj) Europi:
U Italiji, pored starijih sveučilišta u Bologni, Salermu, Napunju i Sieni nova sveučilišta su: Sveučilište u Rimu (1303.), Sveučilište u Paviji (1361.), Sveučilište u Torinu (1404.), Sveučilište u Parmi, (1422.), Sveučilište u Cataniji (1444.).
U Francuskoj, pored starijih sveučilišta u Parizu, Montpellieru i Toulouseu nova sveučilišta su: Sveučilište u Grenobleu (1339.), Sveučilište u Aix-Marseilleu (1409.), Sveučilište u Poitiersu (1431.), Sveučilište u Caenu (1431.), Sveučilište u Bordeauxu (1441.), Sveučilište u Nantesu (1463.).
U Britaniji, pored starijih sveučilišta u Oxfordu i Cambridgeu nova sveučilišta su: Sveučilište St. Andrews (1411.), Sveučilište u Glasgowu (1451.), Sveučilište u Aberdeenu (1494.).
U Španjolskoj, pored starijih sveučilišta u Salamanci i Sevilli nova sveučilišta su: Sveučilište u Valladolidu, (1346.), Sveučilište u Huesci (1359), Sveučilište u Alcali de Henares (1409.), Sveučilište u Barceloni (1470.), Sveučilište u Zaragozi (1474.).
U njemačkom jezičnom području: Sveučilište u Beču (1365.), Sveučilište u Heidelbergu (1385.), Sveučilište u Kölnu (1388.), Sveučilište u Erfurtu (1392.), Sveučilište u Leipzigu (1409.), Sveučilište u Rostocku (1419.), Sveučilište u Freiburgu (1457.), Sveučilište u Ingolstadtu (1472.), Sveučilište u Trieru (1473.), Sveučilište u Tübingenu (1477.), Sveučilište u Mainzu (1477.).
U srednjoj Europi: Sveučilište u Pragu (1348.), Sveučilište u Krakovu (1364.), Sveučilište u Baselu (1460.).
U sjevernoj Europi: Sveučilište u Uppsali (1477.), København (1479.).
Mnoga srednjovjekovna sveučilišta osniva Katolička Crkva, nastavnici i studenti su uglavnom klerici i predaju se mnogi vjerski kolegiji, što je razumljivo za to vrijeme. Sveučilišta su imala značajnu ulogu u društvenom, naučnom i političkom životu svoje epohe. Na njima su se, kao glavnim središtima znanstvene misli, pojavile mnoge slobodoumne ideje i otkrića koja su prerastala svoje vrijeme i anticipirala novi vijek.
Humanizam i renesansa te reformacija unose nov duh u nastavu i znanstveni rad. Sveučilišta u to doba razvijaju veliku znanstvenu aktivnost, njihov se broj povećava, a studenti više nisu samo klerici. Sveučilišta se osnivaju po cijeloj Europi, a po uzoru na europske i u Novom svijetu (Sveučilište u Meksiku 1551., Sveučilište San Marcos u Limi 1551., kasnije Harvard 1636., William and Mary 1693., Yale 1701., Princeton 1746., Columbia 1754.). Kapitalistički način proizvodnje također utječe na razvoj sveučilišta. Potrebe proizvodnje dovode do naglog razvoja prirodnih znanosti, nove se oblasti otvaraju znanstvenoj spoznaji; umnažaju se discipline, osnivaju se novi fakulteti.
U 19. st. u mnogim se zemljama sveučilišta reorganiziraju i dolaze pod državnu upravu (u Italiji poslije 1870., u Španjolskoj 1876., u Francuskoj poslije 1896.). U SAD-u prve koledže osnivaju vjerske grupe, ali pokret za slobodnim javnim obrazovanjem dovodi 1865. do osnivanja 21 državnog sveučilišta. Oko 1900. mnoga su sveučilišta sekularizirana u upravi i nastavi i religozni je duh umnogome eliminiran (u Engleskoj aktom Parlamenta od 1871.).

## Suvremena sveučilišta
Pojam sveučilišta srednjovjekovne zapadne Europe danas je temelj visokog obrazovanja i istraživanja cijeloga svijeta. Suvremena sveučilišta još uvijek poštuju tu tradiciju koja se pokazala iznimno plodnom za najnaprednije ideje. Pojedina sveučilišta se ponose svojom poviješću i starija sveučilišta su često kvalitetnija. Tradicija se očituje u čestoj upotrebi latinskoga jezika u sveučilišnom radu, posebno dokumentima i svečanim manifestacijama te nazivima za sveučilišne vlasti (rektor, senat, dekan), znanstveno-nastavna zvanja (docent, profesor) i akademske nazive (baccalaureus, magistar, doktor). U upotrebi su stari simboli vlasti (lanac, žezlo), a himna gotovo svih sveučilišta i studenata je srednjovjekovna latinska pjesma Gaudeamus igitur. Tradicionalni su i manje simbolički elementi, kao što je struktura sveučilišnih vlasti, autonomija sveučilišta i nedjeljivost podučavanja od akademskog rada.
Sva tijela sveučilišta se sastoje od nastavnika i studenata koji su u manjini. Čelnik sveučilišta (uglavnom zvan rektor) je iz redova profesora i ima različite ovlasti. Sveučilište može biti podjeljeno na fakultete, odjele, koledže i slično. Ako ima fakultete, na njihovom čelu je dekan.
Sveučilište tradicionalno uživa autonomiju u svom djelovanju od svih oblika izvanjske vlasti, kako državne, tako i od strane vlasnika (osnivača). Prostor sveučilišta je nepovrediv, pa tako državna tijela (kao npr. javna policija) ne mogu uredovati na sveučilištu bez suglasnosti čelnika. U nekim zemljama sveučilišta imaju i svoje sudove.
Zbog navedenog, sveučilišta su se pokazala iznimo otpornima na velike društvene promjene (feudalizam -> kapitalizam, monarhija -> demokracija), a preživjela su i totalitarne režime. Često su upravo i pridonijela pozitivnim društvenim promjenama. Studenti, kao zajednica mladih slobodoumnih ljudi, nerijetko i prosvjedima ukazuju na probleme u društvu i pri tome dobivaju potporu svojih nastavnika. U ovom djelovanju autonomija i nepovredivost prostora sveučilišta su ključni.
Rad na sveučilištu je temeljen na nedjeljivosti visokog obrazovanja i znanstvenog, odnosno umjetničkog rada. Time sveučilište ima dva jednako važna zadatka: podučavati mlade ljude da budu visokokvalificirani stručnjaci, i baviti se najnaprednijim intelektualnim radom. Nastavnik koji predaje studentima mora ujedno biti i plodan u svojoj struci. U skladu s ovom drugom funkcijom, sveučilišta u svom sastavu nerijetko imaju institute, bolnice, pa i proizvodne pogone. Rad koristan za društvo može sveučilištu pomoći u prikupljanju financija, ali to nikako ne smije biti njegova glavna zadaća.
Tradicija je u novije doba na kušnji. Osim udaljavanja od srednjovjekovne simbolike, preispituje se autonomija i eksperimentira s menadžerima na čelu sveučilišta. U duhu demokracije preispituju se poludemokratsko ustrojstvo i stručnost sveučilišta, a s druge strane često im se nameću općeprihvaćene ideje u društvu gušeći im slobodu misli. Nerijetko se odvaja nastava od znanstvenog rada, čime se sveučilišta pretvaraju u srednje škole.
Osnivanje i organizacija sveučilišta razlikuje se u mnogim zemljama diljem svijeta. U nekim zemljama sveučilišta uglavnom osnivaju države, dok ih drugdje mogu osnovati darovatelji ili se mogu osnovati školarinom koju moraju platiti studenti koji polaze sveučilište. U nekim zemljama ogromna većina studenata pohađa sveučilište u svom gradu, dok drugdje sveučilišta privlače studente iz čitavog svijeta, omogućujući sveučilišni smještaj za svoje studente.
U današnje doba uloga sveučilišta u znanstvenom i tehničkom istraživanju naročito je porasla; mnoge sveučilišne ustanove proširile su svoje djelovanje i usko se povezale sa svim oblicima duhovnog i ekonomskog života svoje zemlje. Razlike koje postoje među njima rezultat su specifičnih društvenih prilika u kojima su se razvili.

## Sveučilišta u Hrvatskoj
U Hrvatskoj sveučilišta spremaju visokokvalificirane stručnjake različitih stupnjeva stručnosti, za rad u proizvodnji ili za znanstveni rad. Sveučilišta se uglavnom organiziraju po teritorijalnom načelu od tri ili više fakulteta ili odjela, ali se fakulteti mogu udruživati i po srodnosti struka, a mogu postojati i samostalno.
Iako je većina hrvatskih sveučilišta osnovana tek nedavno njihov se razvoj kroz povijest može pratiti od srednjeg vijeka. Prvo osnovano sveučilište na prostoru današnje Hrvatske bilo je Sveučilište u Zadru (Universitas Studiorum Jadertina), koje je od svog osnutka 1396. godine djelovalo do 1807. godine. Od tada su u Zadru djelovale ustanove visokog školstva koje su pripadale drugim sveučilištima do ponovnog osnivanja Sveučilišta u Zadru 2002. godine.
Najstarije sveučilište s neprekidnim djelovanjem u Hrvatskoj i jedno od najstarijih u Europi je Sveučilište u Zagrebu (Universitas Studiorum Zagrabiensis). Njegova povijest počinje 23. rujna 1669. kada su diplomom rimskoga cara i ugarsko-hrvatskoga kralja Leopolda I. priznati status i povlastice sveučilišne ustanove tadašnjoj Isusovačkoj akademiji u slobodnom kraljevskom gradu Zagrebu što je prihvaćeno na saboru Hrvatskoga kraljevstva 3. studenog 1671. godine. Sveučilište u Zagrebu u današnjem obliku osnovao je 1874. austrijski car i hrvatsko-ugarski kralj Franjo Josip I.
Od tada je Sveučilište u Zagrebu bilo jedino sveučilište u Hrvatskoj i okupljalo je fakultete koji nisu svi bili u Zagrebu. Nakon prosvjeda na Sveučilištu za vrijeme Hrvatskog proljeća 1971. godine tadašnje vlasti dijele Sveučilište u Zagrebu osnivajući nova sveučilišta: 17. svibnja 1973. osnovano je Sveučilište u Rijeci (Universitas Studiorum Fluminensis), 15. lipnja 1974. Sveučilište u Splitu (Universitas Studiorum Spalatensis), a 1975. Sveučilište u Osijeku. Istovremeno se dezintegriraju i sama sveučilišta povećavanjem samostalnosti fakulteta u njihovom sastavu.
Na prijelazu stoljeća postojanje četiriju hrvatskih sveučilišta bilo je samo formalno. Visoko obrazovanje provodili su fakulteti gotovo samostalno. Od tada se sveučilišta polako integriraju u procesu koji još traje. Istovremeno se osnivaju nova sveučilišta: već spomenuto Sveučilište u Zadru 2002. godine, Sveučilište u Dubrovniku (Universitas Studiorum Ragusina) 1. listopada 2003., Hrvatsko katoličko sveučilište 3. lipnja 2006. i Sveučilište Jurja Dobrile u Puli 29. rujna 2006. Integracijom Veleučilišta u Varaždinu i Medijskog sveučilišta iz Koprivnice 22. siječnja 2014. osnovano je novo Sveučilište Sjever čiji su osnivači gradovi Koprivnica i Varaždin. Donošenjem Zakona o prijenosu osnivačkih prava nad Sveučilištem Sjever na Republiku Hrvatsku u 2015. godini ono postaje javno sveučilište s Republikom Hrvatskom kao osnivačem. Godine 2015. osniva se i Sveučilište u Slavonskom Brodu (Universitas Studiorum Marsoniensis) koje s radom započinje 3. kolovoza 2020.
Trenutno u Hrvatskoj djeluje devet državnih i dva privatna sveučilišta. U Europskoj uniji sveučilište iz jedne države članice može biti aktivno u svim državama članicama. Prvo strano sveučilište koje je u Hrvatskoj počelo s aktivnostima poslije ulaska u Europsku uniju je Alma Mater Europaea. Jedino sveučilište izvan Republike Hrvatske na hrvatskom jeziku, koje čuva i njeguje hrvatski kulturni identitet je Sveučilište u Mostaru.

## Sveučilišta i studentski život u različitim zemljama
- Američka sveučilišta
- Britanska sveučilišta
- Egipatska sveučilišta
- Francuska sveučilišta
- Nizozemska sveučilišta
- Španjolska sveučilišta
- Talijanska sveučilišta

## Više informacija
- Korporativna sveučilišta
- Muslimanske obrazovne ustanove
- Popis akademskih disciplina
- Popis koledža i sveučilišta
- Popis najstarijih sveučilišta s neprekinutim djelovanjem
- Privatno sveučilište
- Javno sveučilište
- Srednjovjekovna sveučilišta, uključujući i njihov popis
- Sveučilišni stupanj
- Škola i sveučilište u književnosti
- Wikiportal/Sveučilište

## Srodni termini
akademija - akademski stupanj - akademski zbor - alumnus - apsolvent - asistent - aula - Bolonjski proces - bratstva i sestrinstva - brucoš - dekan - diploma - disciplina - disertacija - docent - fakultet - Grandes écoles - indeks - kampus - katedra - koledž - kolokvij - lektor - magisterij - mega sveučilište - prodekan - profesor - prorektor - rektor - semestar - senat - srednjovjekovno sveučilište - srednjovjekovno sveučilište (Azija) - stipendija - student - školarina - visoko učilište - znanstveno istraživanje

## Vanjske poveznice
- Sveučilište Sjever Hrvatska tehnička enciklopedija, portal hrvatske tehničke baštine. LZMK